# 我的生活
《我的生活》（英語：The Story of My Life）由海倫·凱勒所写的自传文学书籍，于1903年出版。主要讲述她从小到进入哈佛大學的拉德克利夫學院学习这段时期的个人成长故事，尤其是她在導師安·蘇利文的帮助下如何克服身心障礙掌握到学习本领和与人交流能力的事迹。
该书已经被改编成不同的作品：1959年由William Gibson改编成的百老汇戏剧《The Miracle Worker》和1962年的同名电影《The Miracle Worker》，以及2005年的印度电影《Black》。

## 故事
海倫．凱勒在出生後19個月大時，因為生病而喪失了視覺和聽覺，也因此而無法正常發展語言，成了一個又盲又聾又啞的孩子，家人的放縱寵溺，讓她像隻小野獸一般，困在自己的世界中，直到莎莉文老師出現，喚醒她的靈魂，開啟她的生命。

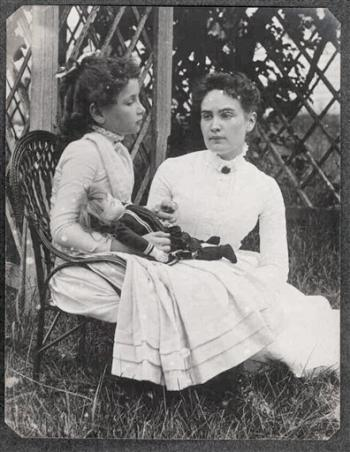
Hellen Keller holding doll with Ann Sullivan in 1888

海倫·凱勒於1880年6月27日出生在美國阿拉巴馬州的塔斯比亞城。海倫·凱勒原為健康的嬰兒，但在19個月大的時候患了急性腦充血病，失去了聽覺和視覺。長大後運用自創的手語與家庭成員溝通。隨着年歲的增長，簡單的交流不能滿足她，脾氣變得暴躁。6歲時，她的父母在家庭醫生的協助下，邀請柏金斯盲人學校的约翰娜（安妮）·曼斯菲尔德·莎利文·梅西（Johanna (Anne)Mansfield Sullivan Macy)老師作為海倫·凱勒的啟蒙導師。
莎莉文老師先瞭解海倫的脾氣躁動的原因：其父母不忍心看她做錯事（打人、不守規矩、破壞東西等）被懲罰的樣子，於是在她做錯事時都給他糖果吃。他糾正父母的不正確行為，並且與海倫建立互信的關係，再耐心教導手語，讓她能與別人溝通，再教導她一些生字，她第一個學會的單字是水（water）。其後再教導使用手指點字以及生活禮儀。10歲時她父母聘請了霍勒斯曼學校的莎拉·傅樂瓦老師教導其說話，她把中指放在老師鼻子上、食指放在嘴唇上、大拇指放在咽喉上，而海倫亦學會說話。
1898年，海倫·凱勒進入了位於麻薩諸塞州的劍橋女子學校（The Cambridge School for Young Ladies）。1900年秋季進入哈佛大學雷帝克裏夫學院（Radcliffe College）就讀。於1904年以優異成績取得文學學士學位，並成為首位畢業於高等院校的聾盲人。這些年來莎莉文一直留在海倫·凱勒身邊，並將教科書與上課內容寫在海倫·凱勒的手掌上。